# Geordie
Geordie est un groupe de rock britannique, originaire de Newcastle upon Tyne, en Angleterre. Il est actif principalement pendant les années 1970.

## Biographie
La formation originale (février 1972) inclut Vic Malcolm (Albert Victor Malcolm, né le 3 décembre 1946 au Newcastle upon Tyne) (guitare solo et chants), Tom Hill (basse), Brian Gibson (batterie) (né le 6 mars 1951 au Newcastle upon Tyne) et Brian Johnson (chant). Leur premier single, Don't Do That, est entré dans le Top 40 britannique en décembre 1972. 
En mars 1973, Geordie réalise son premier album, Hope You Like It sous le label EMI. Essayant de concurrencer les groupes britannique de glam rock comme Slade et Sweet (Geordie soutient ce dernier lors d'une tournée au Royaume-Uni ainsi que Slade lors d'un concert au Rainbow Club de Londres en mars 1973), ils rentrent une fois dans le Top 10 britannique, avec All Because of You (avril 1973), et une fois dans le top 20 britannique avec Can You Do It (juillet 1973) et le groupe apparait plusieurs fois sur la chaîne BBC y compris dans l'émission Top of the Pops en novembre 1972.
Mais leur deuxième album, Don't Be Fooled by the Name (1974), comprenant une reprise de House of the Rising Sun du groupe The Animals, ne connait pas de succès. Après leur album Save the World sorti en 1976, le frontman Brian Johnson quitte le groupe pour se lancer dans un projet solo. L'album nommé No Good Woman sort en 1978. Il est composé de trois titres inédits avec Brian et de nouveaux titres enregistrés par Malcolm Vic avec le futur claviériste de Dire Straits Alan Clark, le chanteur Dave Ditchburn, le bassiste Frank Gibbon, et le batteur George Defty. L'album ne marche pas, et le groupe se sépare rapidement.
En 1977, Brian reforme Geordie sous une nouvelle formation où il est le seul membre original. Le groupe signe un contrat d'enregistrement en 1980 avec Red Bus Record mais s'arrête finalement lorsque Brian est contacté par AC/DC pour remplacer le défunt Bon Scott. Cette formation enregistre une démo. Red Bus Records sort un single en 1980 comprenant deux titres de cette démo. La maison de disques sort la même année un album intitulé Geordie Featuring Brian Johnson composé des deux chansons du single et de vieux titres de Geordie remixés. Un single extrait de cet album sort la même année et rentre dans les charts du Portugal[réf. nécessaire]. En 1982 sort une autre compilation en Allemagne et aux États-Unis nommée Strange Man, qui est présentée comme un album solo de Brian Johnson. Ce dernier n'apprécie pas du tout mais ne peut rien y faire.

## Post-séparation
Après la mort du chanteur Bon Scott en février 1980, Brian Johnson (dont le talent vocal avait déjà été reconnu par Bon Scott) est choisi par AC/DC pour remplacer Bon. Le premier album d'AC/DC avec Brian Johnson est Back in Black, un album qui est, depuis, le plus gros succès du groupe, et le deuxième album le plus vendu au monde (le premier étant Thriller de Michael Jackson). Les membres originaux de Geordie se reforment sans Brian Johnson et Micky Bennison en 1982 et enregistrent un album nommé No Sweat en 1983 avec le chanteur Rob Turnbull, que Brian, toujours en contact avec eux, leur avait trouvé, et le guitariste additionnel David Stephenson. L'album est publié en 1983 sous le label indépendant Neat mais ne connait pas de succès majeur.
Malcolm quitte par la suite le groupe et ce dernier change alors son nom en Powerhouse pour enregistrer un album éponyme en 1985, qui n'a rien donné, avant de se dissoudre définitivement. À la fin 2001, pendant une pause d'AC/DC, Brian Johnson invite les membres de la formation de 1977-1980 à faire une courte tournée au Royaume-Uni. Ils y jouent principalement des reprises de hard rock.

## Discographie

### Albums studio
- 1973 : Hope You Like It (Red Bus)
- 1974 : Don't Be Fooled by the Name (Red Bus)
- 1974 : Masters of Rock (EMI)
- 1976 : Save the World (Red Bus)
- 1978 : No Good Woman (Red Bus - Landmark)
- 1980 : Geordie featuring Brian Johnson (Red Bus)
- 1983 : No Sweat (Neat records)

### Compilations
- Brian Johnson and Geordie (1981)
- Strange Man (1982) (Red Bus)
- Keep on Rocking (remix album) (1989) (Anchor)
- Rocking with the Boys (1992) (Australie) (Raven)
- A Band from Geordieland (1996) (Repertoire)
- The Very Best of Geordie (1997)
- The Best of Geordie (1998)
- Can You Do It? (1999) (Delta)
- The singles collection (2001) (7T's records)
- Can You Do It (2003) (Pickwick)
- Unreleased Tapes (2005) (12 tracks) (OVC Media - Russia)

### Singles
- 1972 : Don't Do That b/w Francis Was a Rocker (EMI, septembre) - UK #32[1]
- 1973 : All Because of You b/w Ain't It Just Like a Woman (EMI, février) - UK #6[1]
- 1973 : Can You Do It b/w Red Eyed Lady (EMI, juin) - UK #13[1]
- 1973 : Electric Lady b/w Geordie Stomp (EMI, août) - UK #32[1]
- 1973 : Black Cat Woman b/w Geordie's Lost His Liggie (EMI, novembre)
- 1974 : She's a Teaser b/w We're All Right Now (EMI, août)
- 1974 : Ride on Baby b/w Got to Know (EMI, octobre)
- 1975 : Goodbye Love b/w She's a Lady (EMI)[1]

## Membres

### 1972–1977
- Brian Johnson - chant
- Vic Malcolm - guitare, chant 1972-1975, 1976-1977
- Micky Bennison - guitare 1975-1976
- Tom Hill - basse
- Brian Gibson - batterie

### No Good Woman(1978)
- Dave Ditchburn - chant
- Vic Malcolm - guitare
- Alan Clark - claviers
- Frank Gibbon - basse
- George Defty - batterie

### 1977–1980, 2001
- Brian Johnson - chant
- Derek Rootham - guitare
- Dave Robson - basse
- Davy Whittaker - batterie

### 1982–1985
- Rob Turnbull - chant
- Vic Malcolm - guitare
- David Stephenson - guitare
- Tom Hill - basse
- Brian Gibson - batterie